# Smrk (ort)
Smrk är en ort i Tjeckien.   Den ligger i regionen Vysočina, i den centrala delen av landet, 150 km sydost om huvudstaden Prag. Smrk ligger 462 meter över havet och antalet invånare är 261.
Terrängen runt Smrk är platt, och sluttar österut.Runt Smrk är det ganska glesbefolkat, med 40 invånare per kvadratkilometer. Närmaste större samhälle är Třebíč, 8,8 km väster om Smrk. Trakten runt Smrk består till största delen av jordbruksmark.